# 국제미작연구소

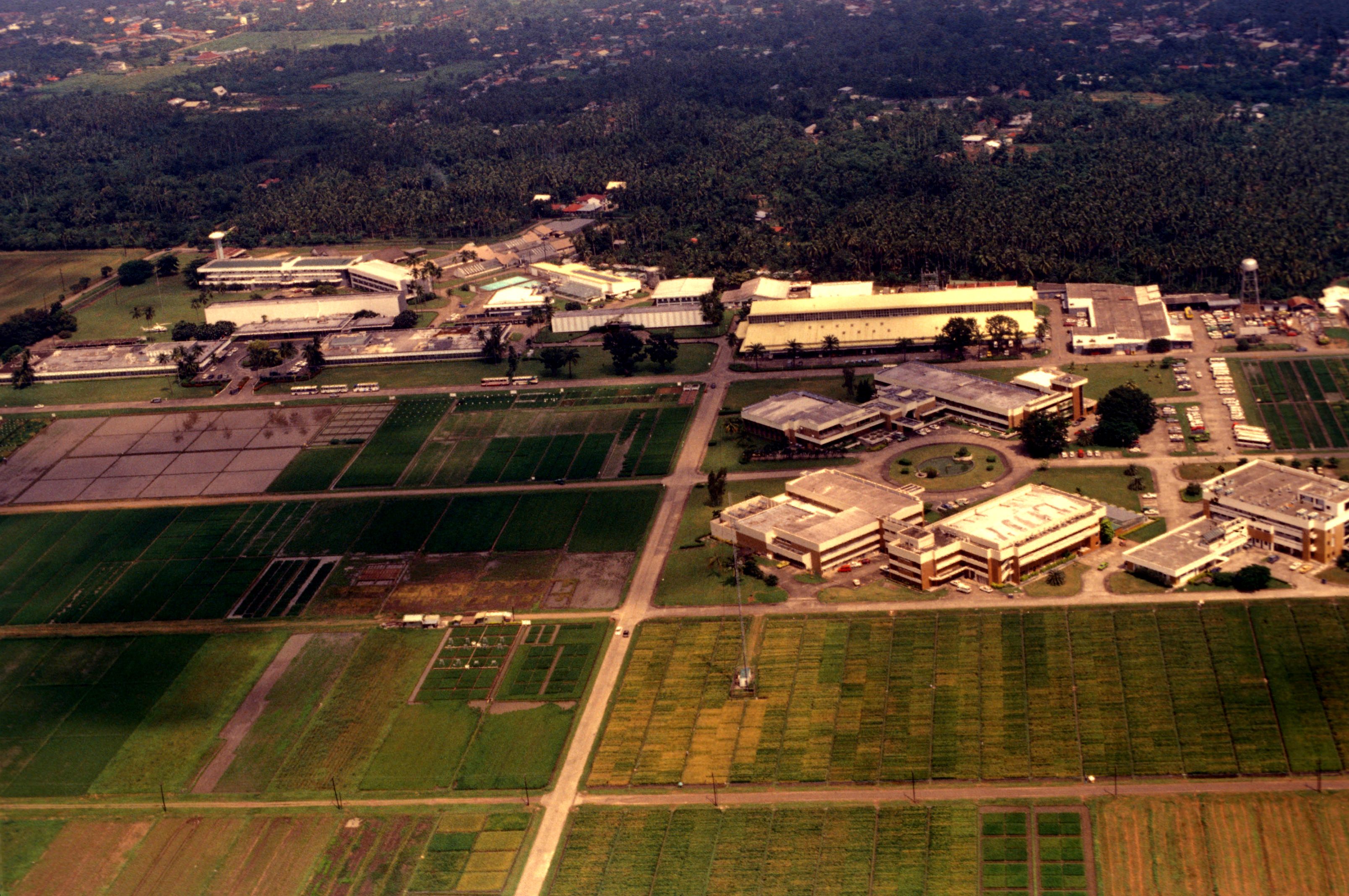

국제미작연구소(國際米作硏究所, International Rice Research Institute, IRRI)는 필리핀의 마닐라에서 남동 65km의 로스바노스에 있는 국제농업연구협의단 산하의 농업연구기관이다. 국제벼연구소 또는 국제쌀연구소라고도 부른다.

## 개요
국제미작연구소는 아시아에서 가장 큰 국제농업연구소이다. 아시아와 아프리카의 14개국에 파견 기관을 두고 벼에 관한 연구와 교육을 하는 기관이다.
1960년에 필리핀 정부 및 포드 재단, 록펠러 재단의 협력에 의해 설립되었다. IRRI에서 육성된 벼의 품종은 명칭으로서, "IR"번호가 붙여져 있다. 1966년에 육성된 "IR8"은 대만 재래품종 "Dee-Ge-Woo-Gen"에 유래하는 반왜성유전자를 가지고 고수량성을 내보였다. 이 성과는 밀의 반왜성품종 육성 성과로 맞추고 녹색혁명을 하게 된 원인이 되었다. 1971년에 국제농업연구 협의 그룹이 결성되어 그 산하연구 기관이 되었다.
1970년대 대한민국의 식량자급을 가능케 한 통일벼는 서울대학교 허문회 교수가 IR8에 일본의 조기숙성형 벼인 Yukara와 대만의 Taichung Native 1 (TN1)을 교배한 것을, 농촌진흥청에서 개발 및 육성하여 보급한 것이다. 현재 한국의 농촌진흥청과 종자증식사업 등의 연구협력을 지속적으로 유지하고 한국에 사무실을 두는 등의 지속적인 관계를 유지하고 있다.
국제미작연구소의 연구 사명은 빈곤과 기아의 박멸, 벼농사 농민과 소비자의 건강증진, 지속가능한 벼농사 기술의 확립이다. 국제미작연구소의 본부는 필리핀 대학교 로스바노스교에 인접하고 있다. 연구 설비, 연수 숙박설비 252ha의 실험포장을 갖추고 있다.